# Karol Linetty
Karol Linetty (født 2. februar 1995 i Żnin, Polen) er en polsk fodboldspiller, der spiller som Midtbanespiller i UC Sampdoria.

## Titler
- Ekstraklasa: 1
  - 2014/15 med Lech Poznań

- Polsk Super Cuppen: 1
  - 2015 med Lech Poznań